# Alopias pelagicus
Alopias pelagicus – gatunek morskiej ryby chrzęstnoszkieletowej, lamnokszałtnej z rodziny kosogonowatych (Alopiidae). Jest to gatunek zagrożony, a jego populacja ciągle maleje.

## Występowanie
Gatunek te występuje w wodach tropikalnych Oceanu Indyjskiego oraz Oceanu Spokojnego na głębokości do 300 metrów, jednak zazwyczaj pływa znacznie płycej od 0 do 150 metrów.

## Charakterystyka

### Rozmiary
Dojrzałość osiąga mierząc od 260–292 cm, jednak największy zbadany osobnik miał 428 cm długości. Samce zwykle są większe od samic: średnia długość samicy to 276 cm, natomiast samce osiągają 383 cm. Maksymalnie żyje do 23 lat.

### Wygląd
Jest to mały rekin o dość dużych oczach, wypukłym czole. Ma szerokie i zaostrzone płetwy piersiowe. Górna część ogona jest bardzo długa, prawie równa długości reszty rekina. Dolna część jest natomiast krótka, ale silna. Górna część ciała i boki są ciemnoniebieskie, spód biały.

## Biologia
Gatunek ten jest jajożyworodny. Zazwyczaj rodzą się dwa młode, które po urodzeniu mają około 100 centymetrów długości. Żywi się małymi rybami i głowonogami. Poluje ogłuszając swoją ofiarę ogonem.